# Zion y Lennox
 (avril 2021).
 (décembre 2019).
Si vous disposez d'ouvrages ou d'articles de référence ou si vous connaissez des sites web de qualité traitant du thème abordé ici, merci de compléter l'article en donnant les références utiles à sa vérifiabilité et en les liant à la section « Notes et références ».

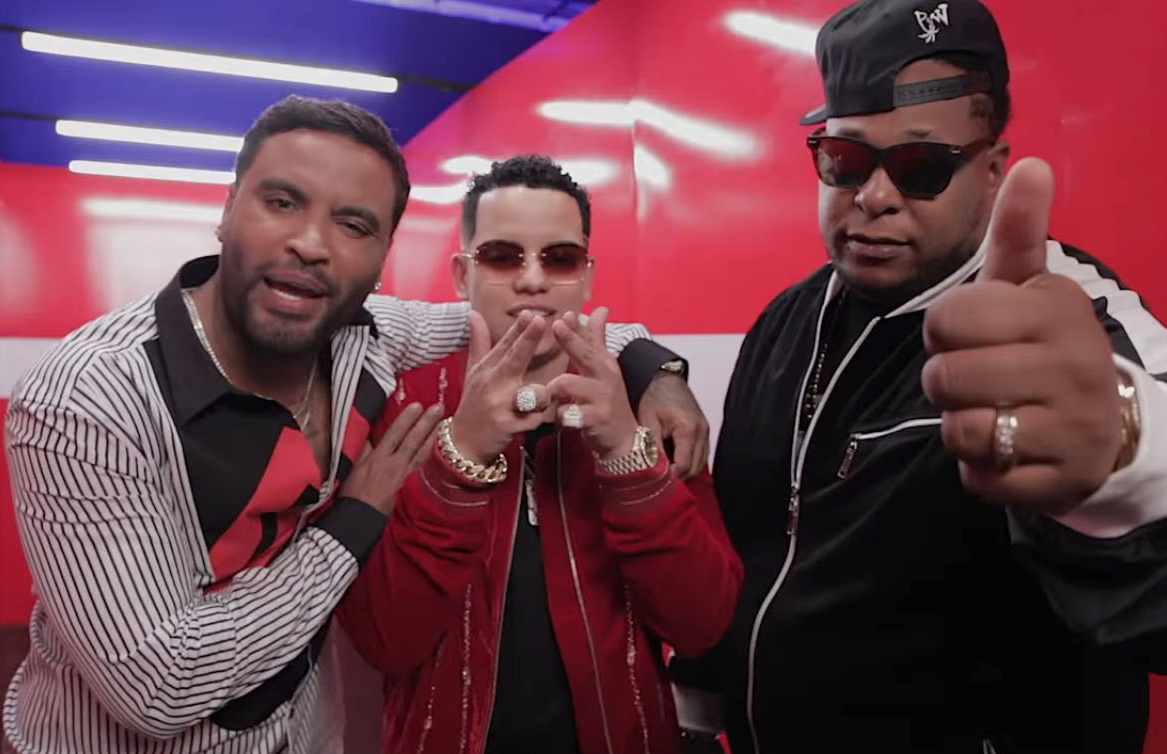
Zion & Lennox avec J Alvarez

Zion & Lennox est un duo de musiciens portoricains de reggaeton. Leur premier album connu est Motivando a la Yal, produit en 2004 par le label White Lion Records.

## Duo
Le duo est formé de Zion, de son vrai nom Félix Ortiz Torres, et de Lennox, de son vrai nom Gabriel Pizarro. Zion est issu d'une mère portoricaine et d'un père nicaraguayen, mais il est né à Carolina, à Porto Rico. Lennox est, lui, d'origine colombienne et est le frère cadet de Mackie Ranks de l'ancien duo de reggaeton, Yaga y Mackie. Zion et Lennox ont grandi ensemble dans la ville de Carolina, partageant les mêmes goûts musicaux, tels que le hip-hop, le dancehall, et le rap.

## Carrière
Dans le milieu musical depuis longtemps, Zion et Lennox ont connu des succès mineurs tels que Baila Conmigo pour l'album de compilation Desafío de 2003 et Me Pones Tensión pour l'album The Noise La Biografia. Ces succès, comme d'autres qui suivront, tout comme les passages en radio de leurs morceaux, leur apportent une notoriété qui leur donne l'occasion de participer à des albums de reggaeton majeurs tels que Más Flow (2003) et Más Flow 2 (2005) de Luny Tunes, la compilation Blin Blin vol.1 (2003), Contra la Corriente (2004) produit par Noriega, et l'album de compilation Los Cazadores: Primera Busqueda (2005).
Après s'être construit pendant trois ans une réputation avec des caméos et featuring sur des albums de compilation, Zion & Lennox sortent en 2004 leur premier disque, Motivando a la Yal. L'album bénéficie du travail de producteurs de renom comme Luny Tunes, Noriega, Nely « El Arma Secreta », et Eliel. Avec des hits tels que Doncella, Bandida, et Yo Voy (avec Daddy Yankee), l'album devient disque d'or. Le genre « reggaeton » devenant un phénomène mondial, la popularité de Zion et Lennox va en s'accroissant, Zion & Lennox engagent une tournée partout dans les Amériques, se produisant devant un public nombreux. Leurs textes étant exempt de drogue, de violence et de sexe, leur musique se distingue du reggaeton mainstream et des autres artistes.
Motivando a la Yal: Special Edition sort un an plus tard ; cette « édition spéciale » propose de nouveaux titres ainsi que des chansons remixées de la précédente édition, comme Don't Stop, Bachatéalo, un remix de la chanson Bandida, et un remix hip-hop de Yo Voy avec Miri Ben-Ari, Fatman Scoop et Pitbull intitulé Jump & Spread Out (DJ Precise and Cheeky Starr Version). Mais la pression les poussera rapidement à partir dans des directions différentes. Ortiz lance son propre label, Baby Records Inc., dont il est le PDG et l'artiste principal. Lennox continue de faire des apparitions comme invité et collabore avec d'autres artistes.
Les deux sont très actifs avec des chansons en solo. Zion est le plus remarqué avec des titres comme Yo Voy a Llegar pour l'album de compilation Flow la Discoteka du producteur DJ Nelson (en), le titre Alócate, figurant sur l'album de Luny Tunes Más Flow 2.5, et Con Ella Me Quedaré, figurant sur le cinquième opus de la série d'Alex Gárgolas (en) intitulé Gárgolas: The Next Generation. Il engrange également un nouveau hit avec Que Pasara, extrait du Flow la Discoteka 2 de DJ Nelson. Le 5 juin 2007, il sort un album solo intitulé The Perfect Melody avec la participation d'artistes tels que Akon et Play-N-Skillz (en). The Way She Moves est le premier single de l'album, avec Akon en featuring. Quant à Lennox, il a travaillé sur son propre album, Los Mero Meros, mais aussi à son label, Toma Enterprise, sous lequel sortira son album de même que le travail d'autres artistes.
En février 2008, Zion y Lennox entament une tournée « réunifiée », promettant un nouvel album. Début 2010, ils signent avec Pina Records, apparaissent sur l'album de compilation Golpe De Estado, et sortent un troisième album Los Verdaderos. En 2014, ils quittent Pina Records et travaillent sur leur quatrième album, Motivan2, avec Warner Music Latina, le nouveau label avec lequel ils ont signé en décembre 2015.
Le 13 novembre 2024, le duo Zion & Lennox, annonce leur séparation, après deux décennies de collaboration.

## Discographie

### Albums studio
- 2004 : Motivando a la Yal
- 2005 : Motivando a la Yal: Special Edition
- 2010 : Los Verdaderos
- 2016 : Motivan 2

### Mixtapes
- 2009 : Pa' La Calle: Pasado, y Futuro Presente
- 2014 : Los Diamantes Negros

### Singles
- 2003 : Hay Algo En Ti (Más Flow)
- 2003 : Baila Conmigo (Desafío)
- 2003 : Baila Pa 'Mi (MVP)
- 2003 : Tu Movimiento Me Excita (Los Mozalbetes)
- 2003 : Esa Nena (Ground Zero)
- 2003 : Tu Cuerpo Deseo (El Desorden)
- 2003 : Me Pones En Tensión (The Noise:  La Biografía)
- 2003 : Quiero Tocarte (The Score)
- 2003 : Te Hago El Amor (Gárgolas 4: Le Retour)
- 2004 : No Pierdas Tiempo (Chosen Few El Documental)
- 2004 : No Me compare (Flow la Discoteka)
- 2004 : Aucune Dejes Que Se Muera (La Mision 4: The Take Over)
- 2004 : Aquí Estoy Yo (El Bando Korrupto 2)
- 2004 : Aucune Tengas Miedo (feat. Noriega) (Contra la Corriente)
- 2004 : Ella Me Mintio (feat. Ro-K & Gammy) (Malas Mañas)
- 2005 : Cuanto Tengo Que Esperar (MVP 2: Le Grand Chelem)
- 2005 : Do not Stop (Motivando a la Yal: Special Edition)
- 2005 : Moi arrepiento (Los Bandoleros)
- 2005 : Es Mejor Olvidarlo (feat. Baby Ranks) (Más Flow 2)
- 2005 : Ibas Caminando (Los Cazadores: Primera Busqueda)
- 2005 : Aguántate (feat. Johnny Prez) / (Le Prezident)
- 2005 : Me Dirijo A Ella (Buddha's Family 2)
- 2006 : La Noche Es Larga (Abusando del Genero)
- 2007 : Una Cita (Echo Presenta: Invasion)
- 2008 : Latinas (feat. Elephant Man) (connexion Caraïbes)
- 2008 : Seré Yo (Remix) (Pasado, Presente & Futuro)
- 2008 : Boom Boom (Pasado, Presente & Futuro)
- 2008 : Invisible (Feat Erre XI.) (Luny Tunes Presents : Erre XI)
- 2008 : Ten Paciencia (Remix) (feat. Thalía)
- 2008 : Siempre Esta Dios (feat. Yari)
- 2008 : Sentir (feat. Guelo Star) (Pasado, Presente & Futuro)
- 2008 : Tu Me Confundes (feat. Charlie Cruz) (Pasado, Presente & Futuro)
- 2008 : Boom Boom (Remix) (feat. Alexis & Fido) (Pasado, Presente & Futuro)
- 2009 : De Inmediato (Pa' La Calle Mixtape)
- 2008 : Vamos En Serio (feat. Yaga & Mackie) (Pasado, Presente & Futuro)
- 2009 : Tiemblo (Remix) (feat. Baby Rasta & Gringo) (Unreleased)
- 2009 : Ahora Es Que Es (Pa' La Calle Mixtape)
- 2009 : Dime Baby (feat. Fusion Mobb) (The Gold Pen)
- 2009 : Con Una Sonrisa (feat. OG Black & Guayo El Bandido) (La Hora Cero)
- 2009 : Ella Me Motiva (feat. Arcangel) (Pa' La Calle Mixtape)
- 2009 : Mi Cama Huele A Ti (feat. Tito El Bambino) (El Patrón)
- 2009 : Mi Cama Huele A Ti (version Salsa) (feat. Charlie Cruz)
- 2009 : Amor Genuino (Pa' La Calle Mixtape)
- 2009 : Colora (feat. J-King & Maximan) (Pa' La Calle Mixtape)
- 2009 : Angeles & Demonios (feat. Syko El Terror) (Pa' La Calle Mixtape)
- 2009 : Fuiste Tu (Pa' La Calle Mixtape)
- 2009 : Moi ATRAE (Pa' La Calle Mixtape)
- 2009 : Se Le Voy A Dar (Pa' La Calle Mixtape)
- 2009 : El Amor Hagamos partie. 2 (Pa' La Calle Mixtape)
- 2009 : Dana Party (Pa' La Calle Mixtape)
- 2009 : Mujeriego (Pa' La Calle Mixtape)
- 2009 : Tengo Que Decir (Golpe De Estado)
- 2009 : Amor Genuino (feat. De La Ghetto)
- 2010 : Si Te Gusta (feat. Onyx Creacion Divina)
- 2010 : La Española (The Diamond)
- 2010 : Como curar (Los Verdaderos)
- 2010 : Momentos (Los Verdaderos)
- 2011 : Hoy Lo Siento (feat. Tony Dize) (Los Verdaderos)
- 2011 : Tu Ta 'Buena (feat. Vakero)
- 2012 : Diosa de los Corazones (La Formula) (avec Ken-Y, Lobo, Arcangel, RKM)
- 2012 : Cantazo (feat. Yomo)
- 2013 : Kamasutra (feat. El Poeta Callejero)
- 2013 : La Botella
- 2015 : Pierdo La Cabeza
- 2015 : Pierdo La Cabeza Remix (avec Yandel & Farruko)
- 2016 : Embriágame
- 2016 : Embriágame (Remix) (avec Don Omar)
- 2016 : Otra Vez (avec J Balvin)
- 2016 : Te Quiero Pa Mi (avec Don Omar)
- 2016 : Hoy lo Siento (avec Tony Dize)
- 2017 : Mi Tesoro (avec Nicky Jam)
- 2017 : Prohibida (de Wisin)
- 2018 : La Player
- 2018 : Hola
- 2018 : Hipnosis
- 2018 : No Es Justo (avec J Balvin)
- 2018 : Entre Tu y Yo' (avec Tito El Bambino)
- 2019 : Pa Olvidarte (avec ChocQuibTown, Farruko, Manuel Turizo)
- 2019 : Solita (avec Sech, Farruko)
- 2019 : Llegale (avec Lunay)
- 2019 : Tensión (avec Farruko)
- 2019 : Money Maker (avec Tara McDonald)
- 2019 : Guayo (avec Anuel AA, Haze)
- 2019 : B11 (avec Rvssian x Darell x Myke Towers x Zion y Lennox)
- 2019 : Te Veo (de Urba y Rome X Zion y Lennoz, Avec. Lyanno)
- 2019 : Uniforme (avec Sech, Dalex ft. Justin Quiles, Lenny Tavárez, Feid, De La Ghetto)
- 2019 : Mi Error Remix (avec Eladio Carrión, Wisin & Yandel, Lunay)
- 2019 : Trampa (avec Prince Royce)
- 2019 : Sistema.
- 2020 : Dulcecitos (avec Piso 21)
- 2020 : Baila Reggaeton (avec Carlos Arroyo)
- 2020 : Te Tocó Perder (avec Rafa Pabön, Noriel)
- 2020 : Mujer Satisfecha
- 2020 : Por que Duele El Amor (avec Miky Woodz)
- 2020 : Mas De Una Cita (avec Bad Bunny)
- 2020 : Tu y Yo (avec Sech)
- 2020 : Bésame (avec Daddy Yankee, Play-N-Skillz)
- 2020 : All Night
- 2020 : Te Mueves (avec Natti Natasha)
- 2020 : Sexy Sensual (avec Tito El Bambino, Wisin, Cosculluela)
- 2020 : La Oficial Remix (avec Andy Rivera)
- 2020 : Que Tú Esperas (avec Ozuna)
- 2020 : Pa' La Cultura Human(X) (avec David Guetta, ft. Various Artists)
- 2020 : Fotografías (avec Feid)
- 2020 : Gota Gota (avec El Alfa)
- 2020 : Calleja (avec Luigi 21)
- 2020 : No Me Llama (avec Myke Towers)
- 2020 : La Curiosidad RMX"Red" (avec Myke Towers, Arcángel, Jay Wheeler, De La Ghetto, Zion & Lennox, Brray)
- 2021 : Indica (avec Bryant Myers)
- 2021 : Loco, (avec Justin Quiles, Chimbala)
- 2021 : Estrella
- 2022 : Berlin, (avec Maria Becerra)
- 2023 : Ahora, (avec Wisin)

## Discographie de Zion

### Albums studios
- 2007 : The Perfect Melody
- 2007 : Flow Factory
- 2007 : Live El Choliseo (Welcome to My World)

### Singles
- 2004 : Yo Voy A Llegar (Flow la Discoteka)
- 2005 : Sólo Una Noche (El Que Habla Con Las Manos)
- 2006 : Con Ella Me Quedaré (Gárgolas: The Next Generation)
- 2006 : Sigue Ahí (Ft. Memphis Bleek et De La Ghetto) (Los Rompe Discotekas)
- 2006 : No Falla (Ft. Cuban Link)
- 2006 : Hello (Más Flow : Los Benjamins)
- 2006 : Alocate (Más Flow 2.5)
- 2006 : Dos Jueyes (ft. Domingo Quiñones) (Los Cocorocos)
- 2007 : Que Pasara (Flow la Discoteka 2)
- 2007 : Veo (Don Omar Presenta: El Pentagono)
- 2007 : Fantasma (The Perfect Melody)
- 2007 : Zun da da (The Perfect Melody)
- 2007 : The Way She Moves (Ft. Akon) (The Perfect Melody)
- 2007 : Amor de Pobre (Ft. Eddie Dee) (The Perfect Melody)
- 2007 : Money (The Perfect Melody)
- 2007 : Periódico de Ayer (The Perfect Melody)
- 2007 : Abre La Puerta (The Perfect Melody)
- 2007 : Vamonos Al Club (Ft. Tego Calderón)
- 2007 : Independiente (Los Bravos)
- 2008 : Pa'l Piso (Ft. Element Black)
- 2008 : Sabanas mojadas
- 2008 : Fantasia
- 2008 : Entre Cuatro Paredes (Los Sikarios)
- 2008 : Showtime (Ft. Angel & Khriz)
- 2008 : Fuera del Planeta (Remix) (Ft. Eloy, Jowell & Randy)
- 2008 : Seré Yo
- 2008 : Sabanas mojadas (Remix) (Ft. Jowell)
- 2008 : Es Tenerla Sonar
- 2008 : Se Fue (Ft. MJ) (Mi Sentimiento)
- 2009 : Tease Me (Flow Factory)
- 2012 : More (La Formula) (Ft. Ken-Y, Jory)
- 2012 : Diosa de los Corazones (La Formula) (avec Ken-Y, Lobo, Arcangel, RKM)
- 2013 : La Botella Producido por MadMusick
- 2014 : Mirala (avec De la Ghetto, Farruko)
- 2016 : Embriágame (Remix) (avec Don Omar)
- 2016 : Te Quiero Pa Mi (avec Don Omar)
- 2018 : Hipócrita (avec Anuel AA)
- 2019 : Mi Error (avec Eladio Carrion)
- 2019 : Si Se Da Remix (avec Myke Towers, Farruko, Arcangel, Sech)
- 2019 : DJ No Pare Remix (avec Justin Quiles, Natti Natasha, Zion, Dalex, Lenny Tavárez)
- 2019 : Quizás (avec Sech, Dalex, Wisin, Zion, Lenny Tavarez, Feid)
- 2019 : Curiosidad (avec Yandel, Jon Z, Zion, Noriel)
- 2020 : Que Se Joda (Farruko, Anuel AA)
- 2021 : Intro Los Legendarios (avec Wisin & Yandel, Don Omar, Ñengo Flow, Tempo, Tito El Bambino, Myke Towers)
- 2021 : Leyendas (avec Karol G, Wisin & Yandel, Nicky Jam, Ivy Queen, Alberto Stylee)
- 2025 : Carita (avec Wisin)

## Discographie de Lennox
- 2007 : Los Mero Meros (compilation)

### Singles
- 2004 : Hace Tiempo (Motivando a la Yal)
- 2005 : Un Amor Así (Ft Newton.) (Da' Music: Reloaded)
- 2006 : Tanto Dolor (Ft. Noriega) (Sin Control)
- 2006 : Te Recordare (Ft. Norrys) (Los Bandoleros Reloaded)
- 2007 : Sola y Triste (Ft. Jonny, non distribué)
- 2007 : Hablando Claro (Ft. Arcangel)
- 2007 : Somos Los Mero Meros (Ft. Guelo Star) (Los Mero Meros)
- 2007 : Ahy Na Mas (Los Mero Meros)
- 2007 : Lo Importante Es (K-Libre)
- 2008 : Esto no Para (Línea de Fuego)
- 2008 : Bailaremos (La Evolucion)
- 2008 : Solos Tu y Yo (Ft. Ricky Quiñones, non distribué)
- 2009 : Diferente (Ft. Los Insuperables)
- 2009 : Eres Mia Hoy (Ft. Kartier)
- 2012 : Diosa de los Corazones (La Formula) (avec Ken-Y, Lobo, Arcangel, RKM)
- 2013 : La Botella Producido por MadMusick
- 2016 : Te Quiero Pa Mi (avec Don Omar)
- 2017 : Prende En Fuego
- 2020 : Tu Amiga (avec Tainy, Dylan Fuentes, Lennox & Llane)